# Whigfield
Whigfield (egentligen Sannie Charlotte Carlson), född 11 april 1970 i Skælskør, är en dansk sångerska som hade en jättestor hit med eurodancelåten "Saturday Night" 1994. Låten låg etta på UK Singles Chart och var även populär på diskotek i Medelhavsområdet samt i flera länder utanför Europa, dock inte USA.
Carlson har under 2005 samarbetat med den italienske house-DJ:en Benny Benassi under artistnamnet Naan, och sjunger bland annat i låtarna Who’s Your Daddy, Rocket in the Sky och Alive.

## Diskografi
- 1995 – Whigfield med låten "Another Day"
- 1995 – Whigfield II
- 2000 – Whigfield III
- 2002 – 4